# Gmina Grykë-Çajë
Gmina Grykë-Çajë (alb. Komuna Grykë-Çajë) – gmina położona w północno-zachodniej części kraju. Administracyjnie należy do okręgu Kukës w obwodzie Kukës.  W 2011 roku populacja wynosiła 1440 mieszkańców – 718 mężczyzn oraz 722 kobiety.
W skład gminy wchodzą cztery miejscowości: Çajë, Buzemadh, Fshat, Shkina.